# 西多里夫卡 (博爾茲納區)
51°19′58″N 32°9′37″E / 51.33278°N 32.16028°E

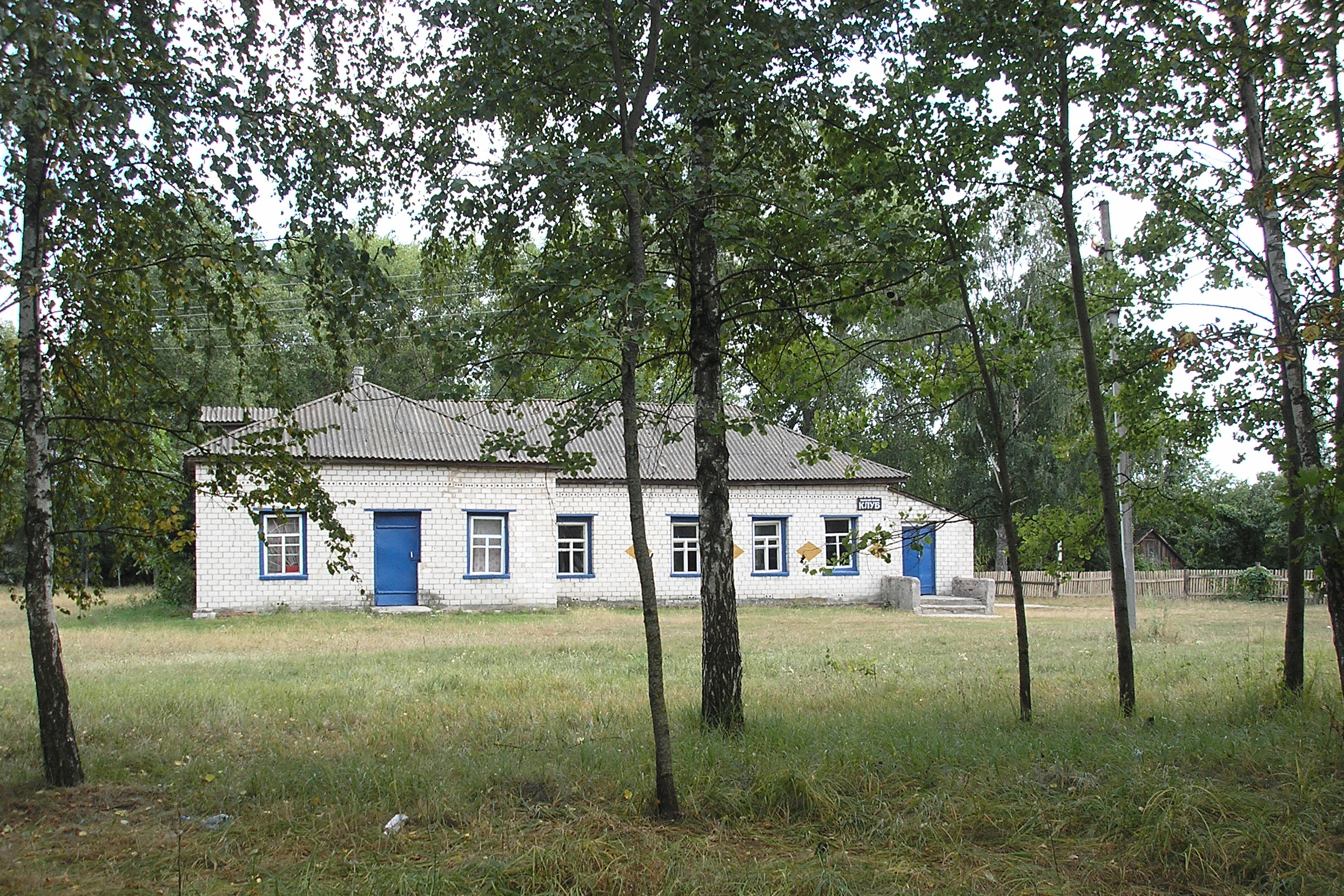

西多里夫卡（烏克蘭語：Сидорівка），是烏克蘭北部的村莊，隸屬切爾尼希夫州的尼任區。該村面積0.002平方公里，海拔高度116米，2009年人口639，人口密度每平方公里319.5人。